# St. Michaelis (Hof)

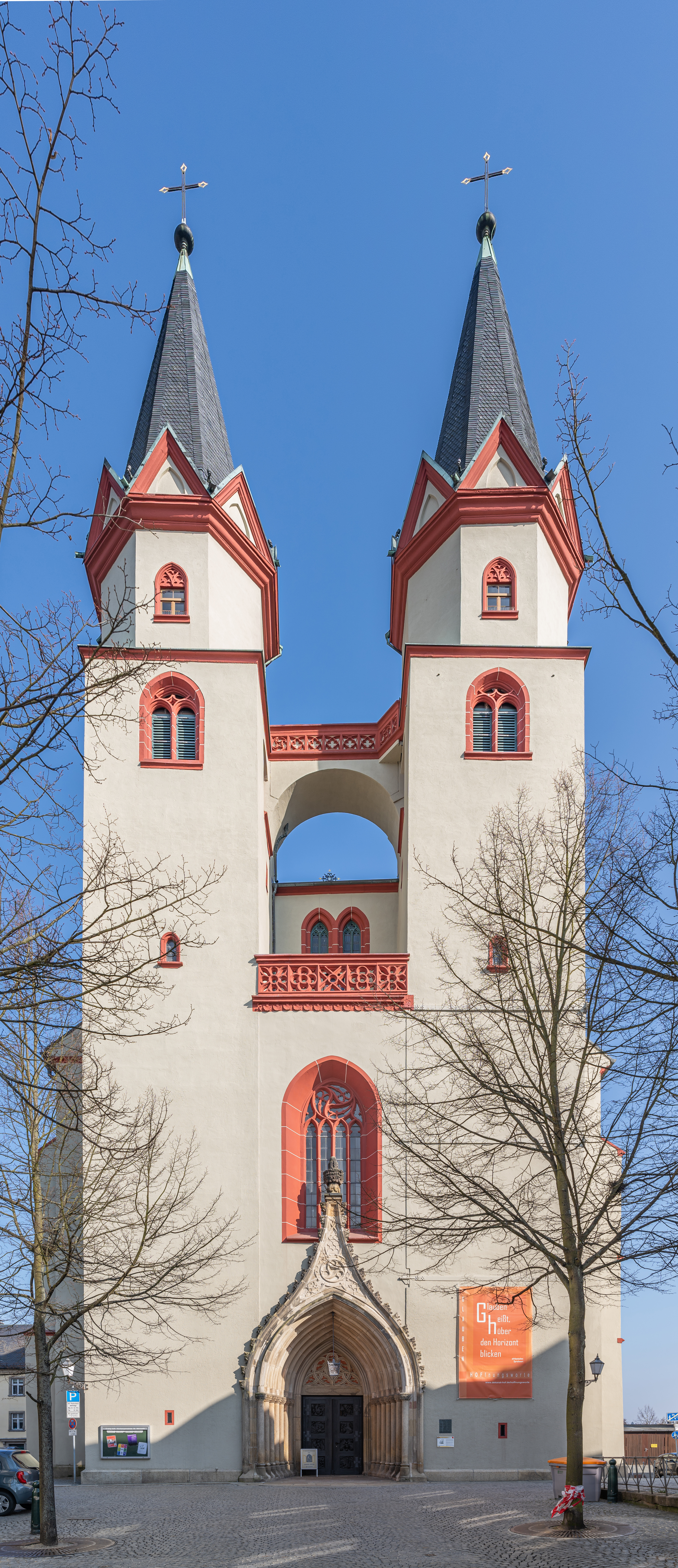
St.-Michaelis-Kirche Hof

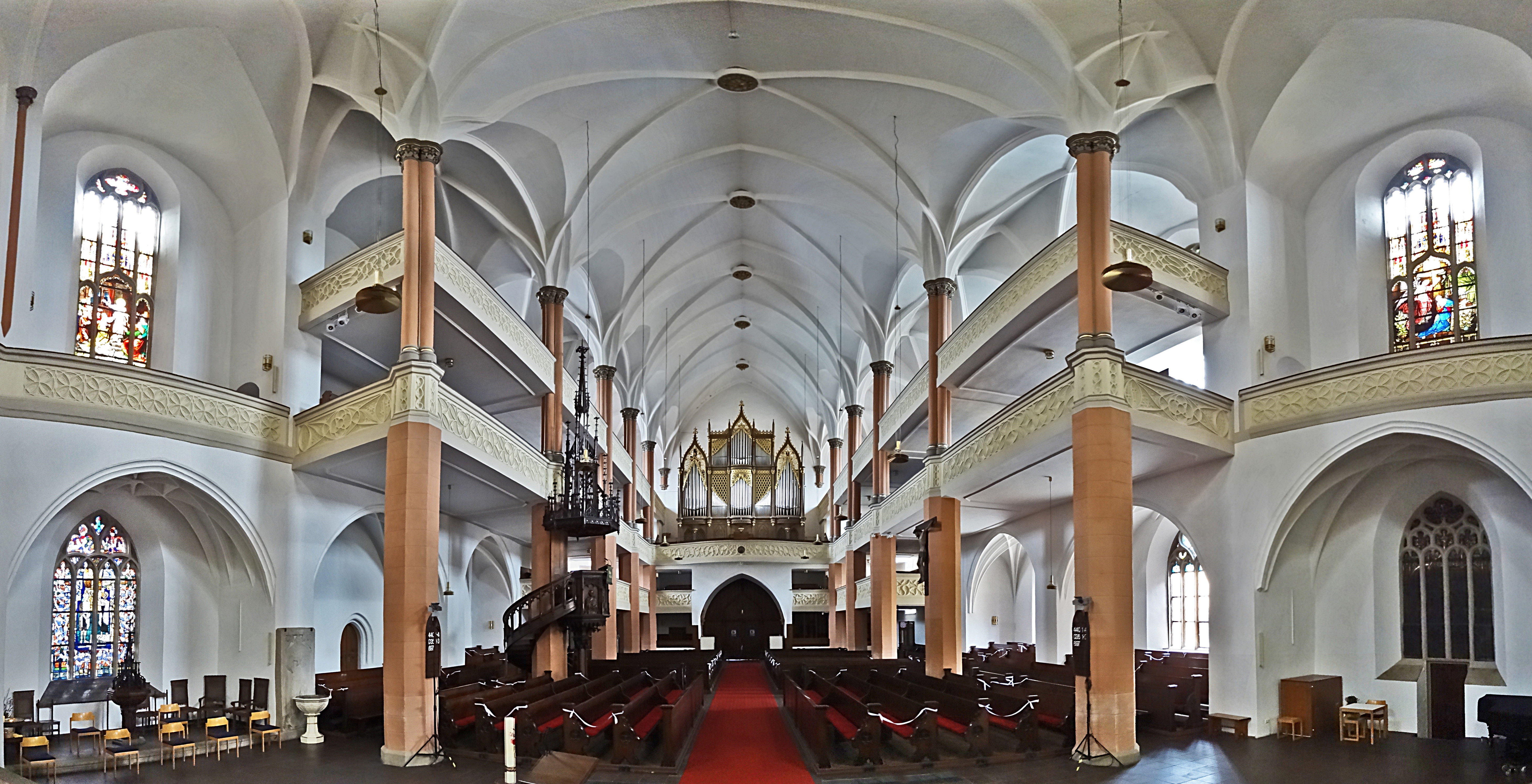
Innenansicht

St. Michaelis in Hof ist eine evangelisch-lutherische Stadtkirche. Sie ist Sitz des Dekans und zugleich Gemeindekirche der St. Michaelis-Kirchengemeinde. Neben der Kirche befindet sich am Maxplatz das Evangelische Dekanatsamt Hof, das Kirchengemeindeamt und das Gemeindehaus der Kirchengemeinde, das direkt an den Chorraum der Kirche angebaut ist.

## Geschichte

### Baugeschichte

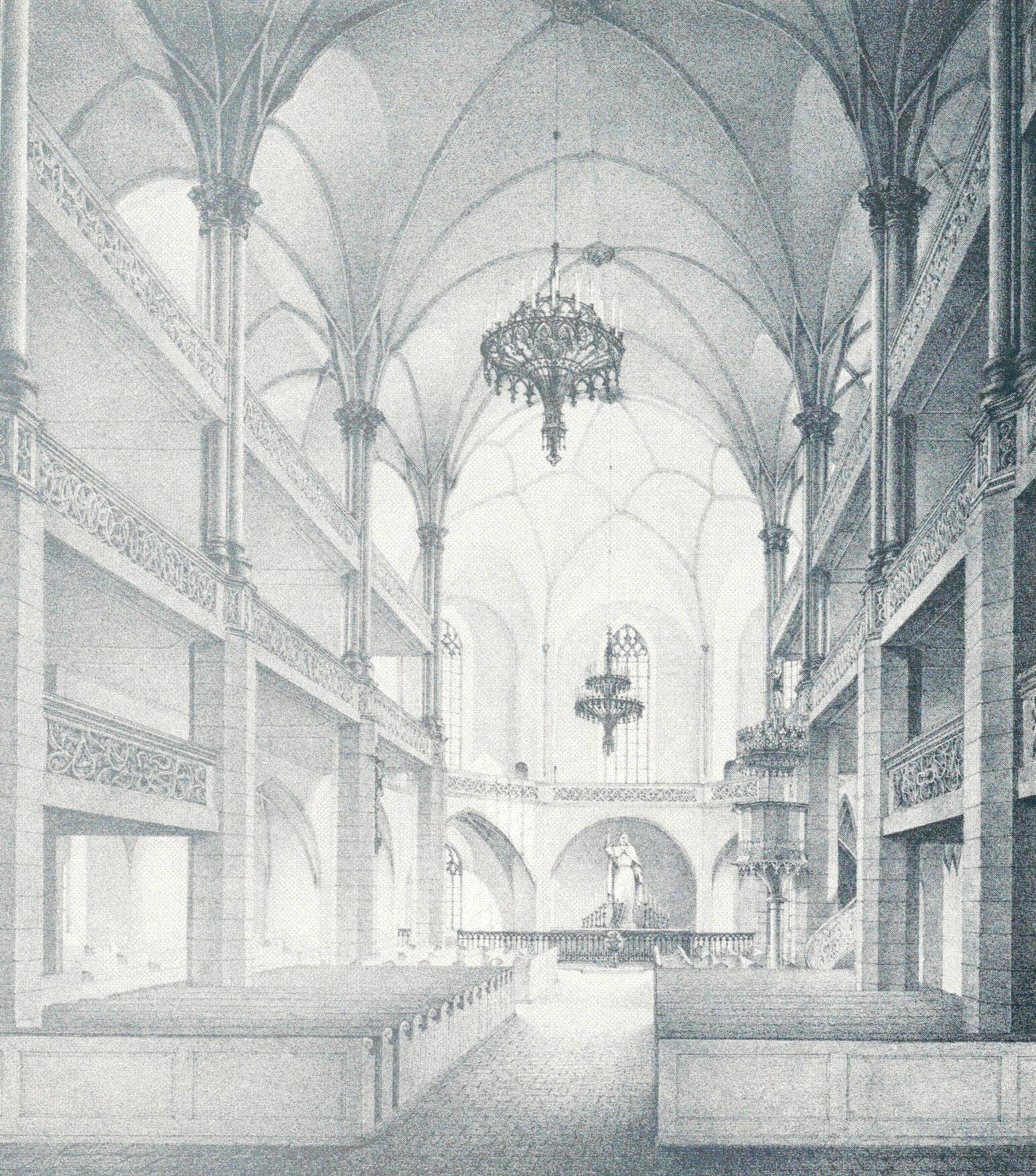
Lithografie von Georg Könitzer (um 1850)

Die Geschichte der Kirche St. Michaelis geht auf einen Kapellenbau um 1230 zurück. Ende des 14. Jahrhunderts entstand eine dreischiffige Hallenkirche, die in der Folgezeit immer wieder ausgebaut und erweitert wurde.
Der erste protestantischen Prediger in Hof war Kaspar Löner, ein bedeutender protestantischer Pfarrer der Reformationszeit. Unterstützt von Nikolaus Medler, begann er an der St.-Michaelis-Kirche seine reformatorische Wirksamkeit. Löner führte in Hof am 5. September 1529 den evangelischen Gottesdienst ein, entwarf eine Gottesdienstordnung und schrieb einen Katechismus.
1581/82 wurde der Doppelturmfassade ein oktogonaler Aufbau hinzugefügt.
Beim großen Stadtbrand von 1823, der den größten Teil der mittelalterlichen Stadt Hof zerstörte, brannte die Kirche bis auf die Umfassungsmauern und Türme ab und wurde in den Folgejahren wieder aufgebaut. Den neuen Altar von 1884 schuf Anselm Sickinger. Der ursprüngliche mittelalterliche Hofer Altar von 1465 war ein Auftrag von Hertnid von Stein und stammte von Hans Pleydenwurff. Er wird seit 1811 in der Alten Pinakothek in München aufbewahrt.

### Geschichte der Kirchengemeinde
Bis zu Beginn des 20. Jahrhunderts verfügte die Stadt Hof nur über eine evangelische Gesamtkirchengemeinde, es gab jedoch schon mehrere Kirchen. Im Jahr 1926 begann man die Struktur zu verändern: Es erfolgte die Einteilung der Kirchengemeinde Hof in neun Seelsorgesprengel mit jeweils zuständigen Pfarrern. 1947 wurden aus sechs dieser Sprengel sechs selbständige Kirchengemeinden gebildet. Im Laufe der Jahre wurden bis 1966 auch die drei weiteren Sprengel eigene Gemeinden. 1983 wurde auch Tauperlitz eigenständig. Die St. Michaelis-Gemeinde war eine dieser neu entstandenen Gemeinden.

## Orgel
Die erste Orgel der Michaeliskirche wurde um 1450 von einem durchreisenden Mönch erbaut. Die zweite Orgel entstand um 1516 und wurde vom Hofer Stadtrat finanziert. Erbauer war vermutlich Leonhard Lilgenweiß aus Bamberg. Das Instrument wurde 1543 repariert und um ein Rückpositiv erweitert. 1553 entstanden an dieser Orgel durch den Markgräfler-Krieg Schäden, sodass sie 1566 repariert und um ein Brustwerk erweitert wurde. Mit dem nun dreimanualigen Instrument verfügte die Michaeliskirche zu dieser Zeit über einen einzigartigen Standard in Süddeutschland.
Anfang des 17. Jahrhunderts baute Timotheus Compenius in das Gehäuse der Vorgängerorgel eine neue Orgel mit 21 Registern. Das Instrument hatte zwei Manuale (Hauptwerk und Rückpositiv) und ein Pedalwerk. Neben den üblichen Stimmen besaß diese Orgel auch Moderegister der Zeit wie Schnurrpfeife, Vogelgesang und Zimbelstern. Während des Dreißigjährigen Krieges war Hof Plünderungen ausgesetzt, über die Verwüstungen, die das Heer von Wallenstein mit 30.000 Mann in der Stadt hinterließ, berichtet das Tagebuch des damaligen Organisten Rüthner. Auch die Compenius-Orgel wurde in Mitleidenschaft gezogen und Bartholomäus Leube wurde 1642 mit Reparaturarbeiten betraut. Weitere Reparaturen führte 1680 Severin Holbeck, 1714 Johann Peter Pönicke und 1727 Tobias Dressel durch. 1819 reichte der in Hof ansässige Orgelbauer Friedrich Heidenreich ein vom Hofer Magistrat zwecks einer Überarbeitung in Auftrag gegebenes Gutachten über den Zustand der Orgel ein. Durch den großen Hofer Stadtbrand von 1823 wurde die Orgel völlig zerstört.
Die heutige Orgel der Michaeliskirche wurde von den Gebrüdern Heidenreich aus Hof in den Jahren 1828–1834 erbaut. Das Instrument hatte 34 Register auf zwei Manualen und Pedal mit mechanischer Traktur. Im Laufe der Zeit wurde dieses Instrument mehrfach verändert, u. a. unter dem Eindruck der Orgelbewegung, wobei auch etliches an historischem Pfeifenmaterial verloren ging. Die Heidenreich-Orgel wurde 1967 durch Orgelbau Schmid rekonstruiert und um ein neues Schwellwerk und eine zusätzliche Kleinpedal-Lade erweitert. In den Jahren 2006–2007 wurde das Instrument durch die Orgelbaufirma Karl Schuke (Berlin) umfassend restauriert und ein neues Schwellwerk geschaffen. Das Instrument verfügt heute über 63 Register auf drei Manualen und Pedal.
| I Hauptwerk C–f3 |                   |      |
| 1.               | Bordun            | 16′  |
| 2.               | Principal         | 8′   |
| 3.               | Gemshorn          | 8′   |
| 4.               | Viol di Gamb      | 8′   |
| 5.               | Viol Floete       | 8′   |
| 6.               | Rohrflöte         | 8′   |
| 7.               | Octave            | 4′   |
| 8.               | Koppelfloet       | 4′   |
| 9.               | Viola             | 4′   |
| 10.              | Quint             | 3′   |
| 11.              | Oktave            | 2′   |
| 12.              | Cornett V (ab g0) | 8′   |
| 13.              | Mixtur IV         | 2′   |
| 14.              | Cimpel III        | 2⁄3′ |
| 15.              | Trompete          | 8′   |

| II Oberwerk C–f3 |              |        |
| 16.              | Quintatoen   | 16′    |
| 17.              | Principal    | 8′     |
| 18.              | Floet Traver | 8′     |
| 19.              | Flaut Lament | 8′     |
| 20.              | Salicional   | 8′     |
| 21.              | Bordun       | 8′     |
| 22.              | Octave       | 4′     |
| 23.              | Floet Traver | 4′     |
| 24.              | Spitzfloet   | 4′     |
| 25.              | Nasat        | 3′     |
| 26.              | Hohlfloete   | 2′     |
| 27.              | Terz         | 1 3⁄5′ |
| 28.              | Quinte       | 1 ⁄3′  |
| 29.              | Mixtur       | 1 ⁄2′  |
| 30.              | Krummhorn    | 8′     |
|                  | Tremulant    |        |

| III Schwellwerk C–f3 |                      |        |
| 31.                  | Viola di Pomposa     | 16′    |
| 32.                  | Geigenprincipal      | 8′     |
| 33.                  | Flauto amabile       | 8′     |
| 34.                  | Lieblich Gedackt     | 8′     |
| 35.                  | Gambe                | 8′     |
| 36.                  | Vox celestis (ab c0) | 8′     |
| 37.                  | Fugara               | 4′     |
| 38.                  | Flöte                | 4′     |
| 39.                  | Salicet              | 4′     |
| 40.                  | Nasard               | 2 ⁄3′  |
| 41.                  | Flautino             | 2′     |
| 42.                  | Terz                 | 1 3⁄5′ |
| 43.                  | Piccolo              | 1′     |
| 44.                  | Mixtur IV            | 2 ⁄3′  |
| 45.                  | Fagott               | 16′    |
| 46.                  | Trompete             | 8′     |
| 47.                  | Oboe                 | 8′     |
| 48.                  | Klarine              | 4′     |
|                      | Tremulant            |        |

| Pedal C–f1         |        |
| 49. Untersatz      | 32′    |
| 50. Principal      | 16′    |
| 51. Violon Baß     | 16′    |
| 52. Sub Baß        | 16′    |
| 53. Oktav Baß      | 8′     |
| 54. Bordun Baß     | 8′     |
| 55. Oktave         | 4′     |
| 56. Pommer         | 4′     |
| 57. Blockflöte     | 2′     |
| 58. Cornettbaß III | 5 1⁄3′ |
| 59. Mixtur V       | 4′     |
| 60. Posaune        | 16′    |
| 61. Trompete       | 8′     |
| 62. Trompete       | 4′     |
| 63. Regal          | 2′     |

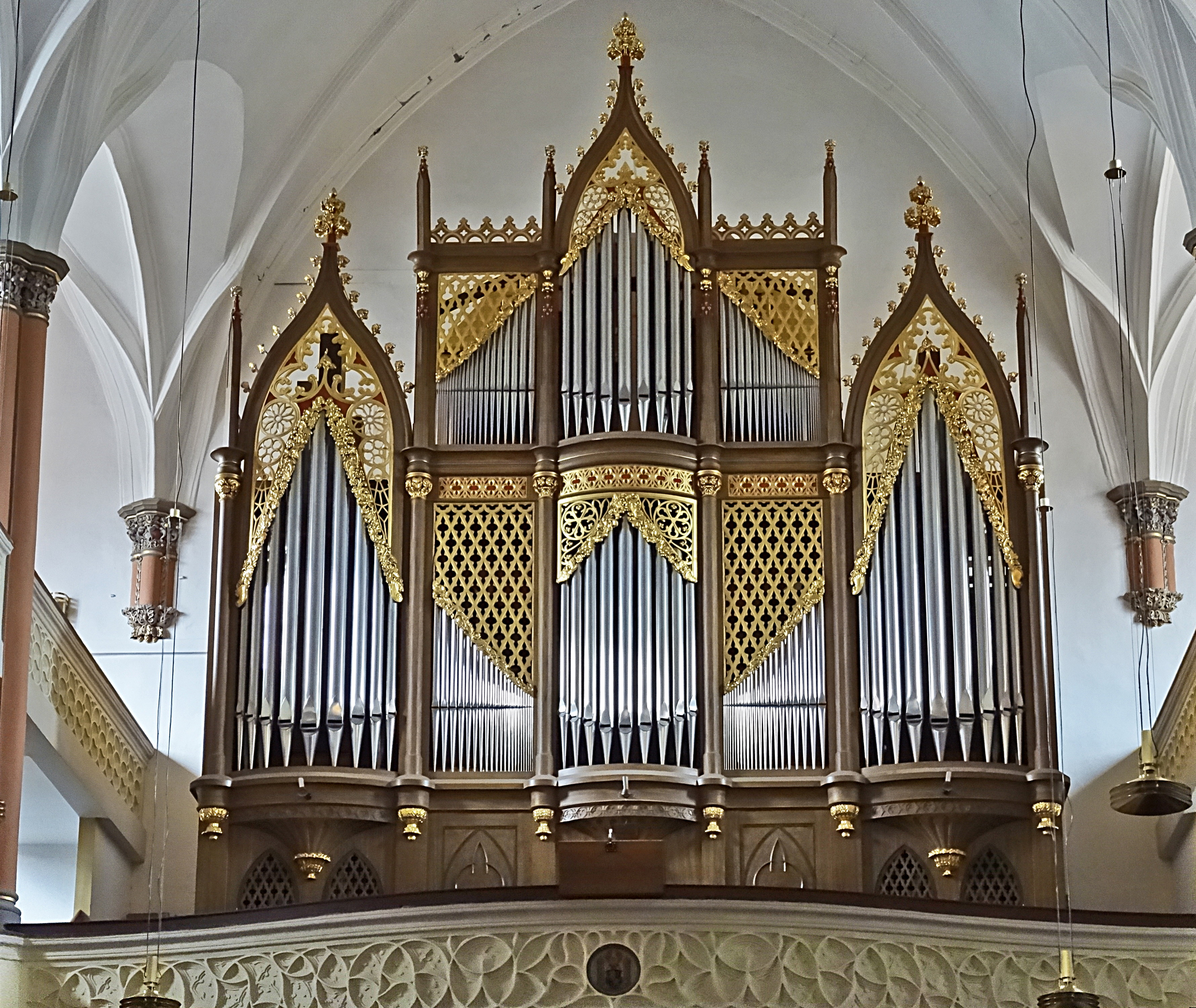
Prospekt der Heidenreich-Orgel

- Koppeln: II/I, III/I, III/II, I/P, II/P, III/P
- Spielhilfen: 4000-fache Setzeranlage

## Buntglasfenster

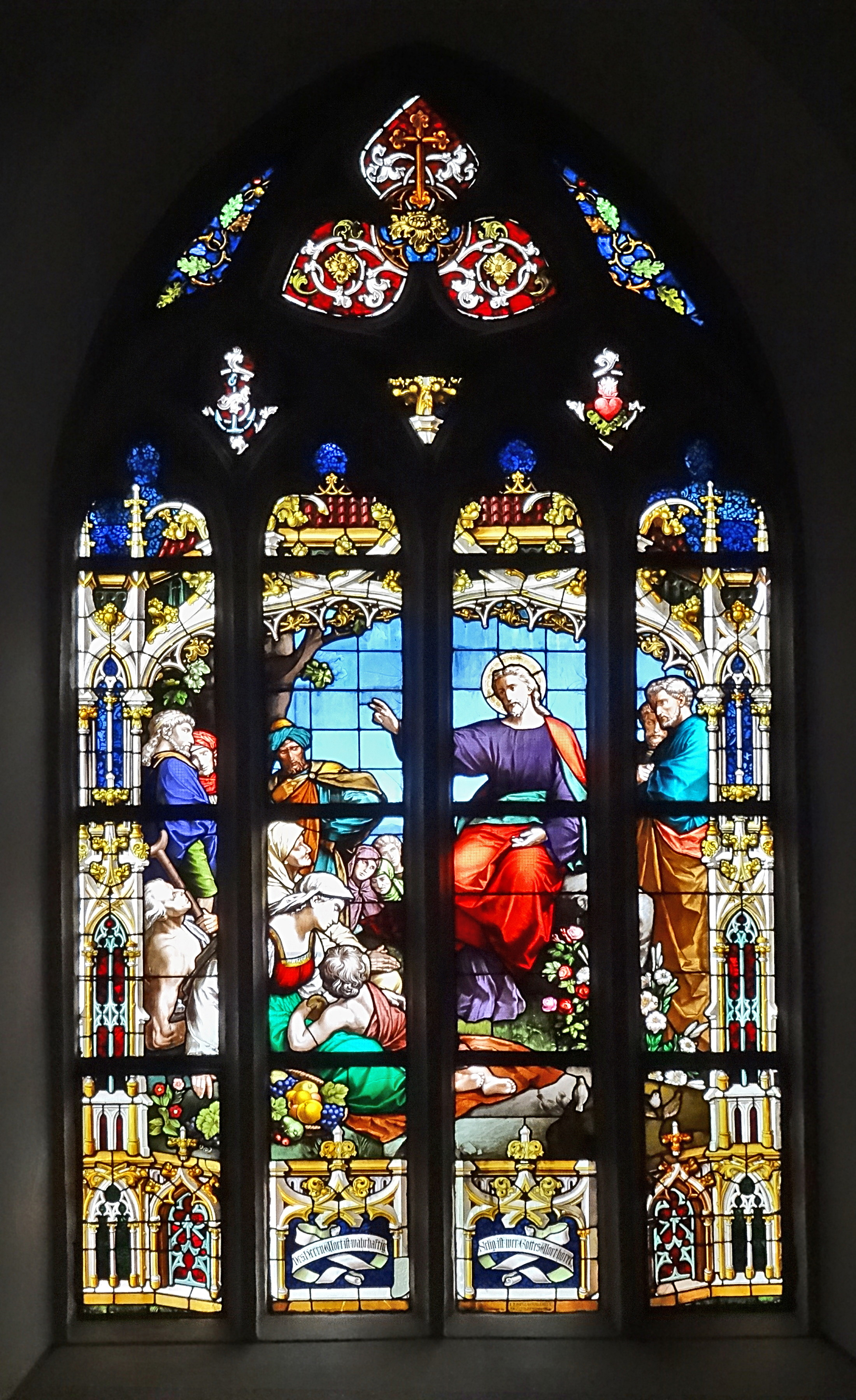
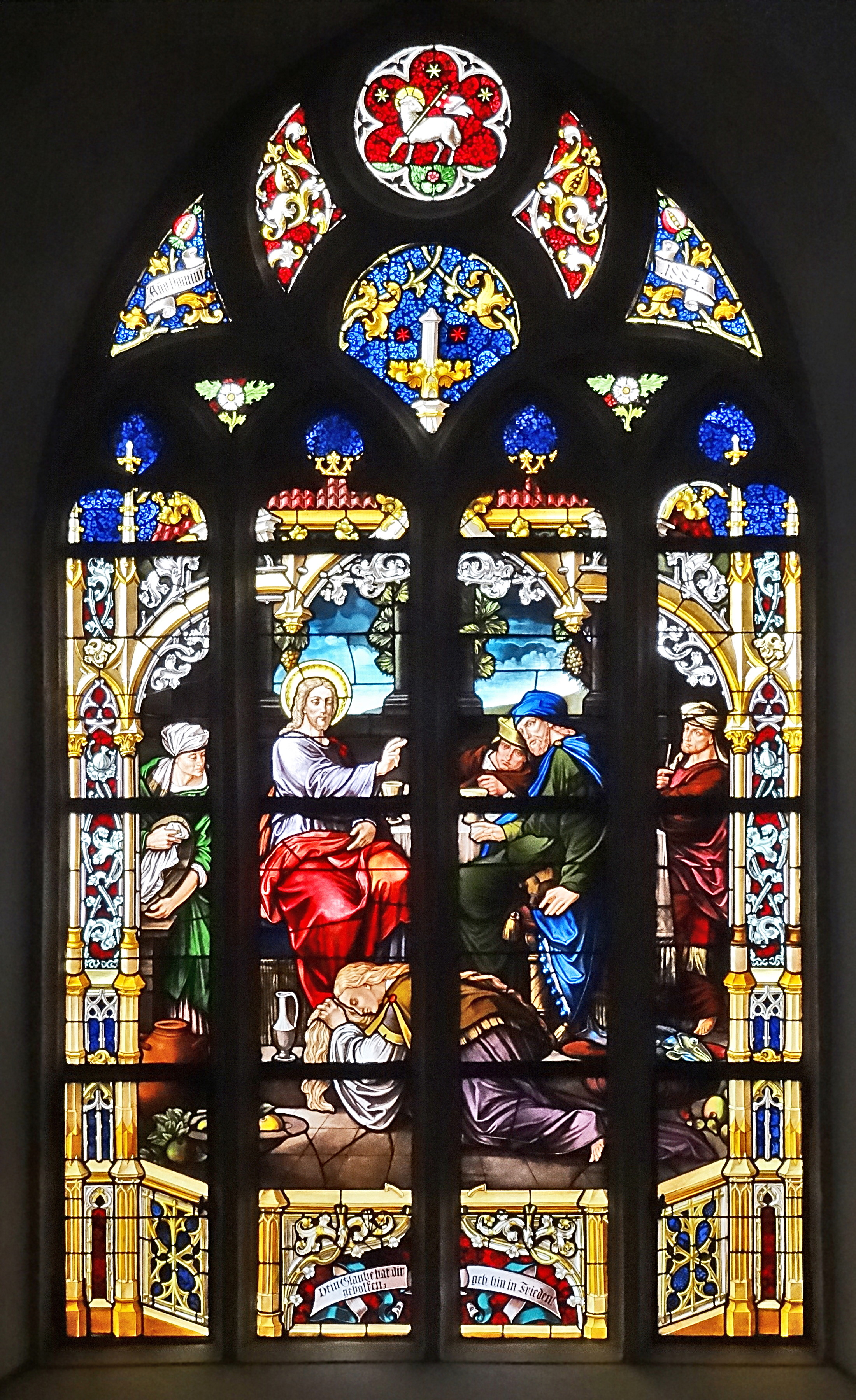
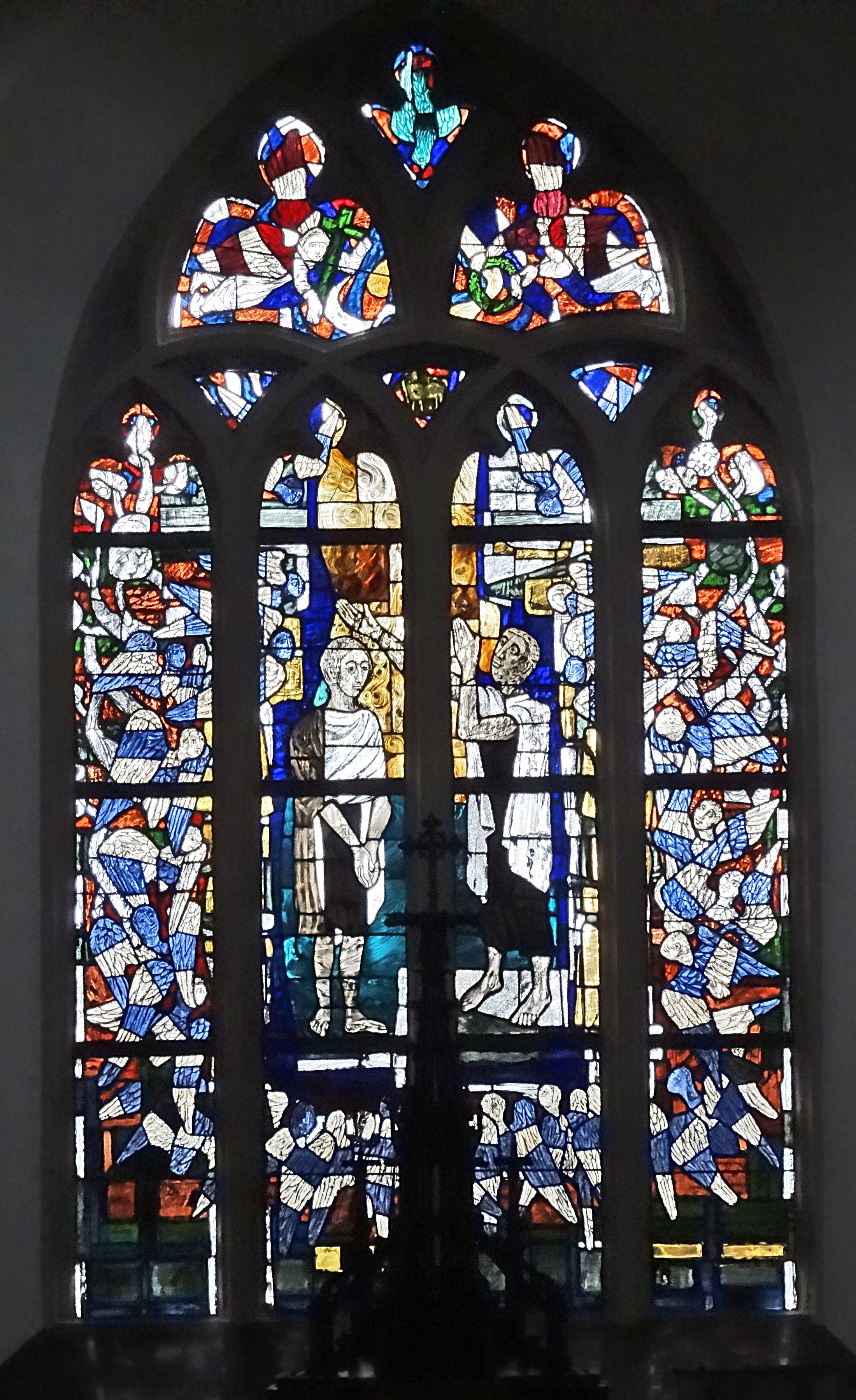
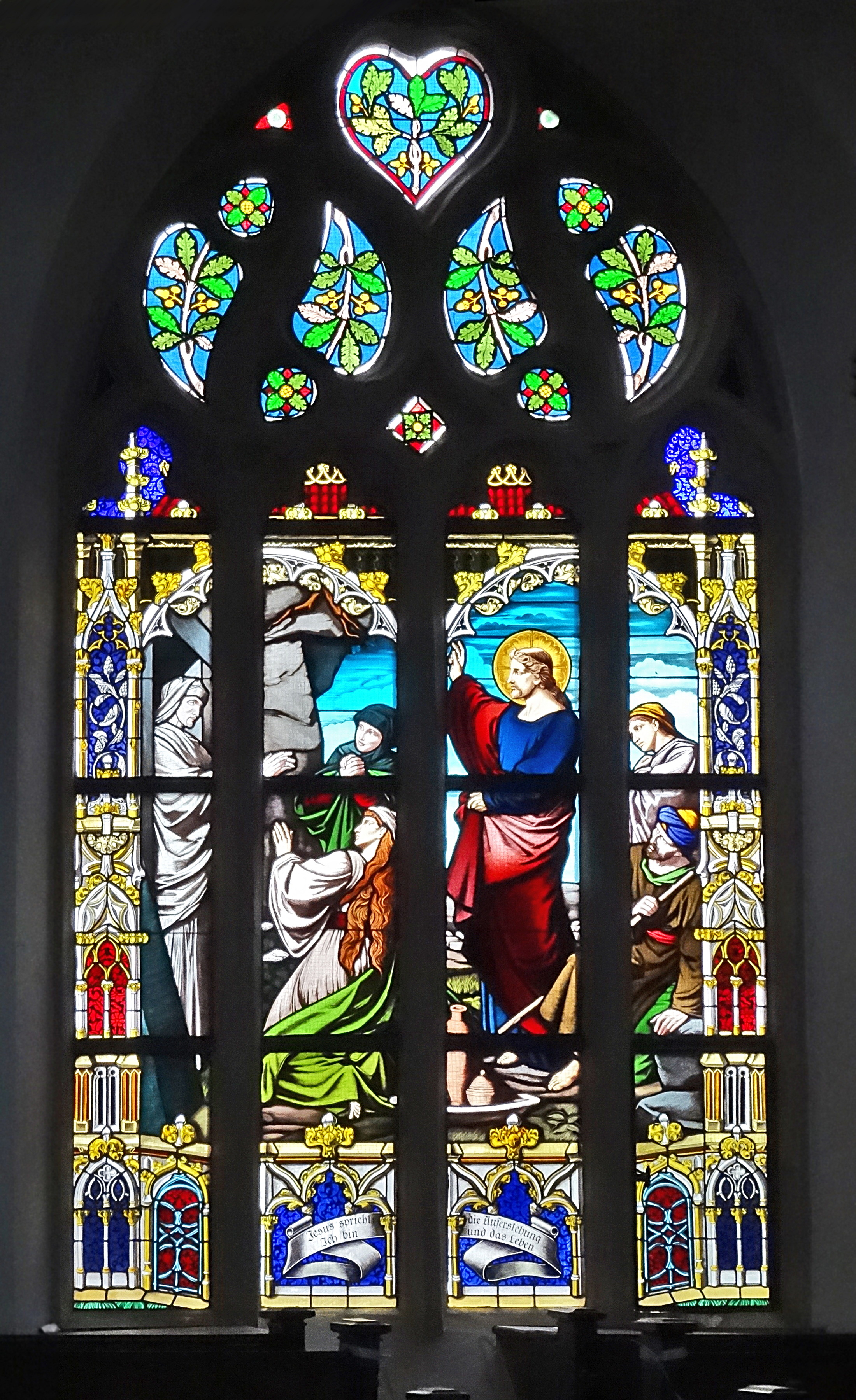
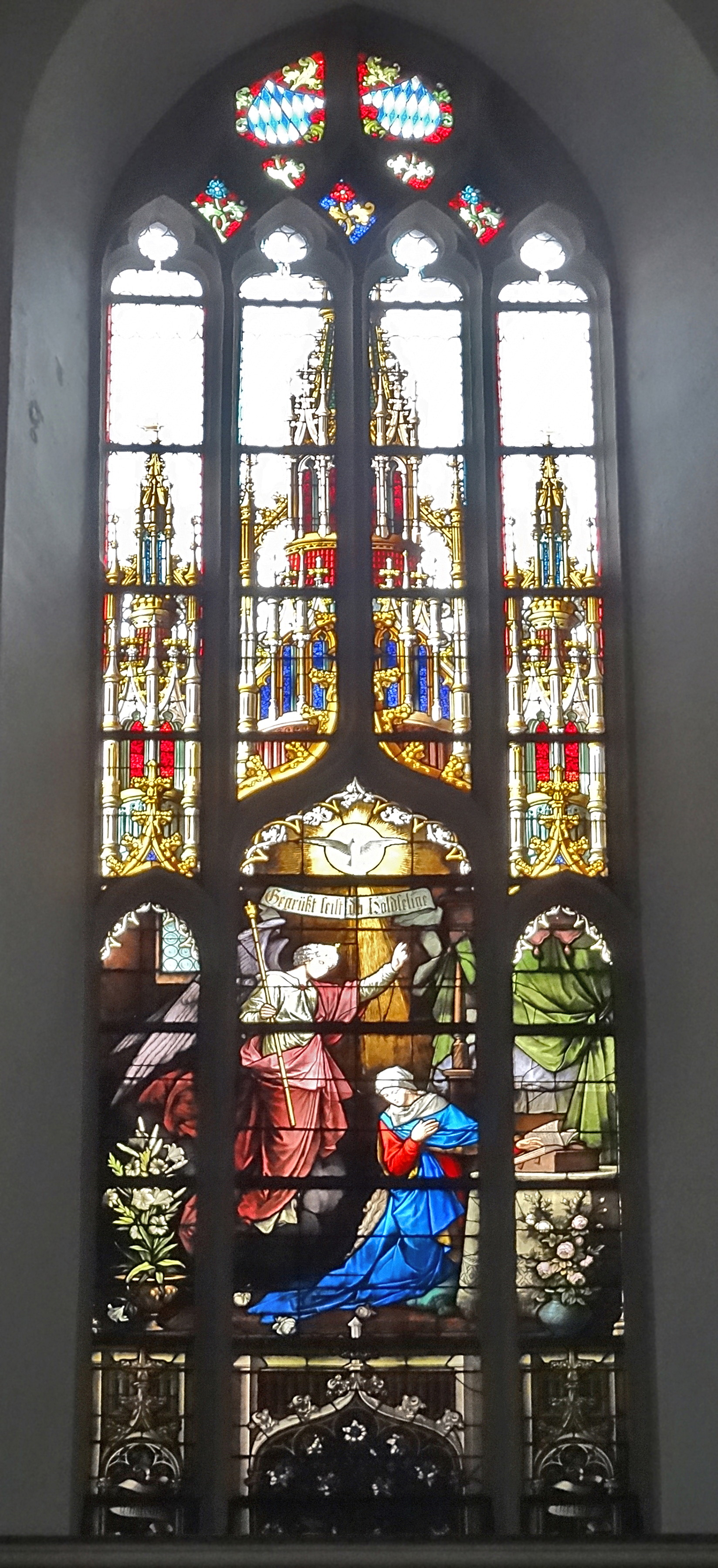
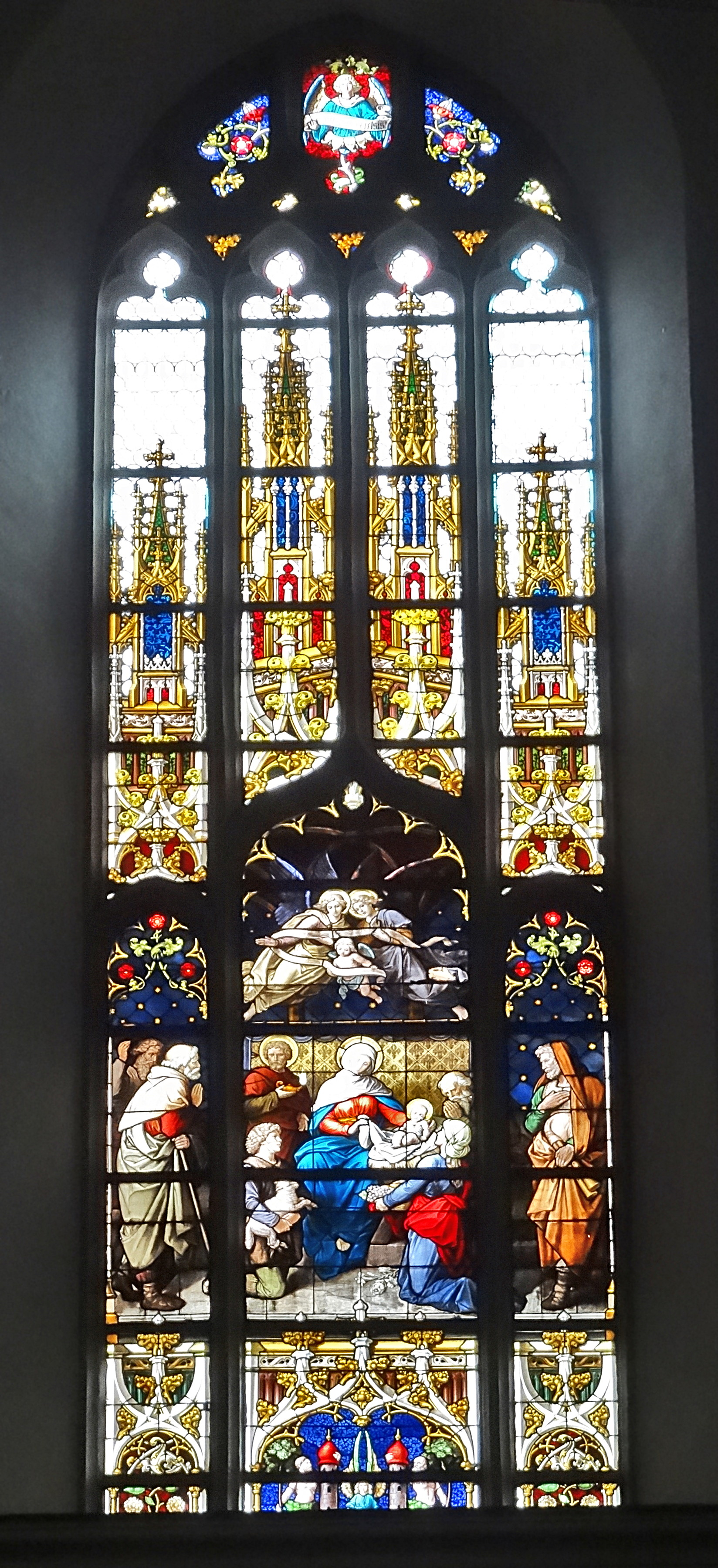
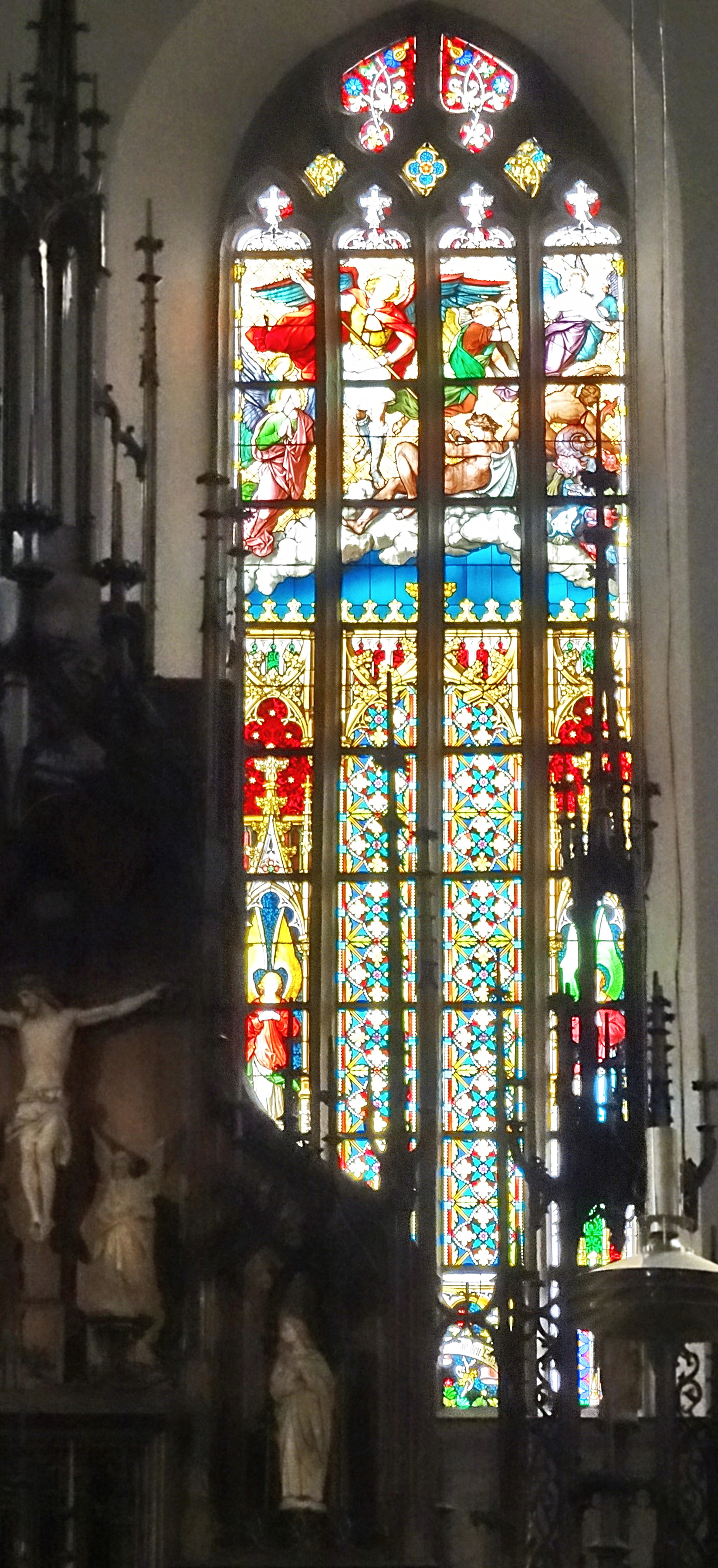
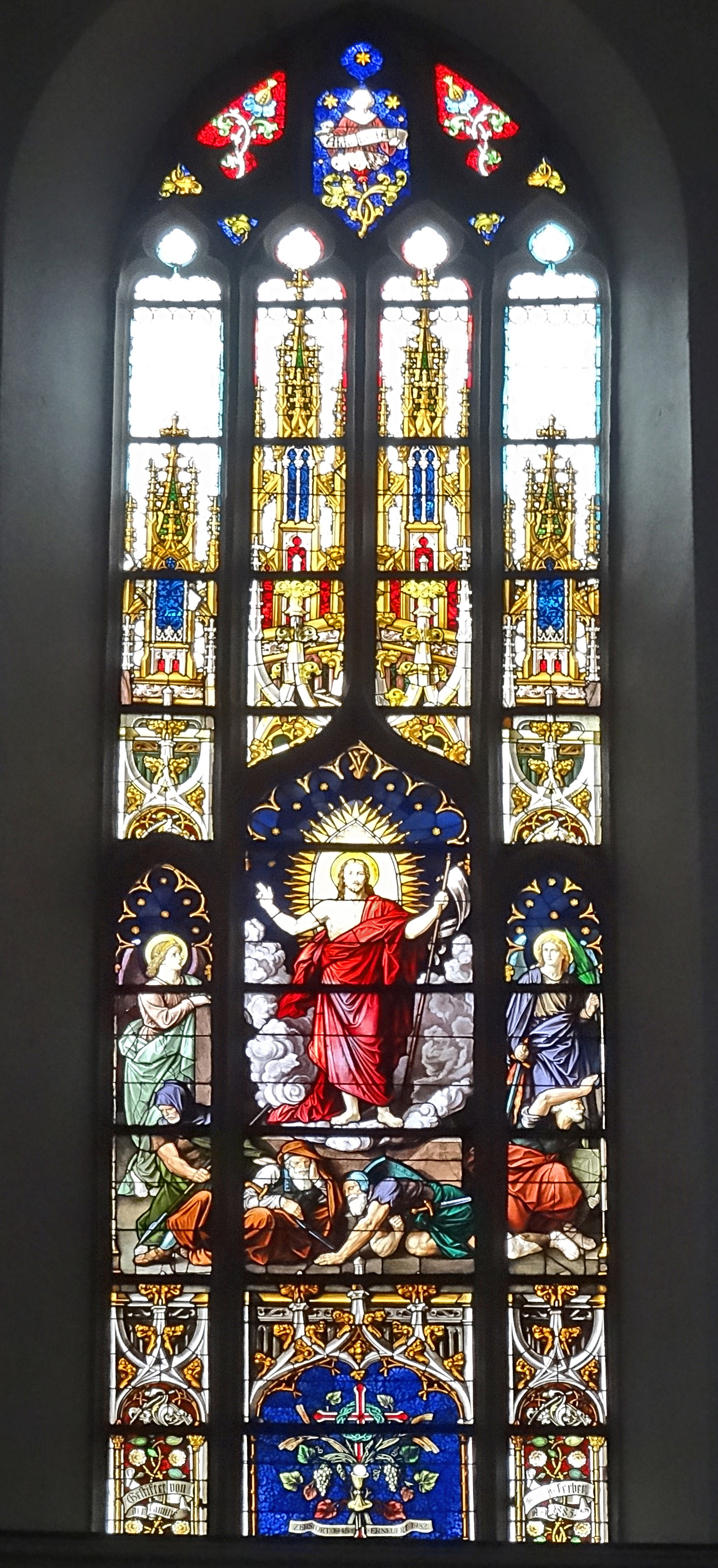
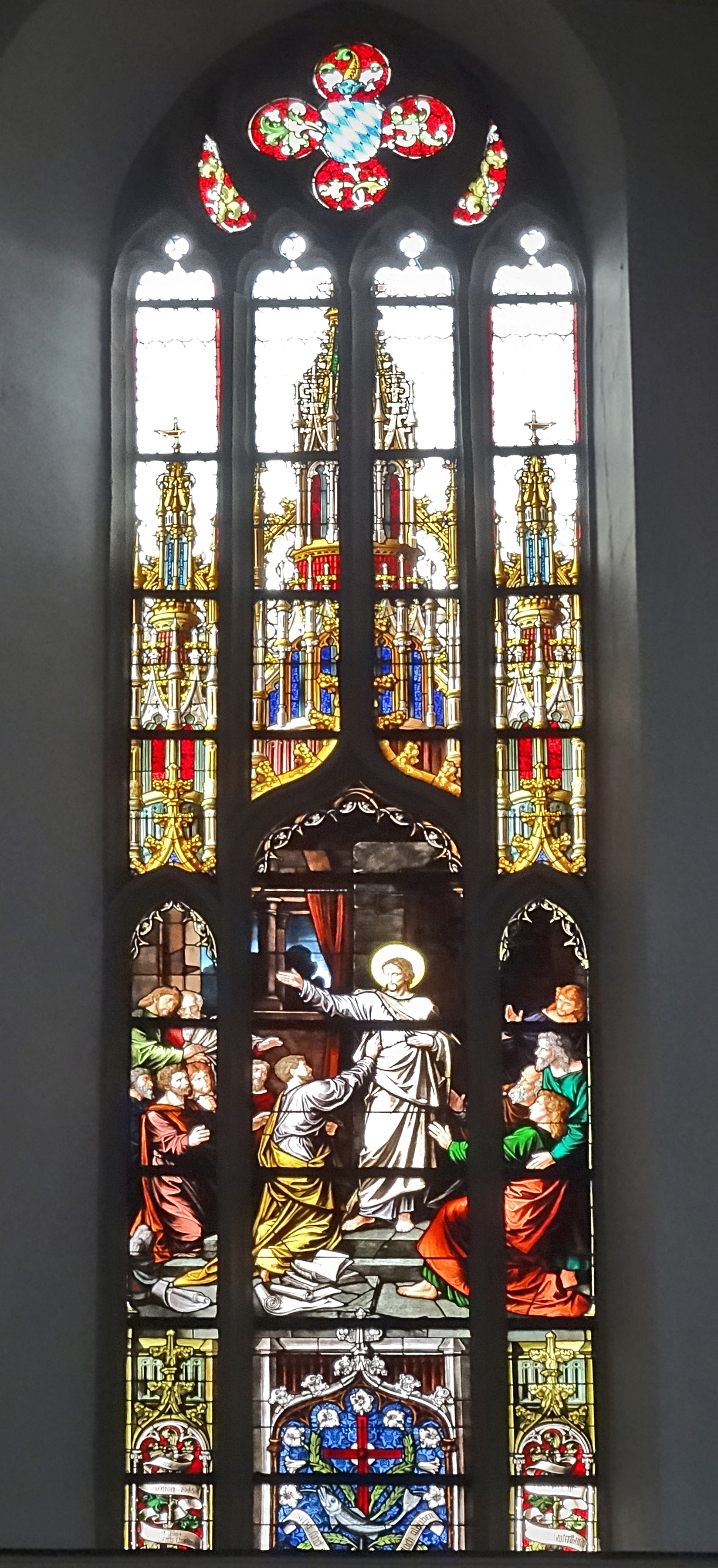

## Stadtkantoren
Die Organisten und Stadtkantoren der Michaeliskirche sind seit dem Jahr 1520 lückenlos belegt. Seit 1906 ist der Stadtkantor auch gleichzeitig Organist an der Hofer Hospitalkirche. Nachfolgend die Amtsträger:
- Leonhard Heinel, 1906 bis 1938
- Otto Meyer, 1938 bis 1949
- Hans Gebhard, 1949 bis 1959
- Helmut Scheller, 1959 bis 1969
- Reinhard Wachinger, 1969 bis 2000
- Georg Stanek, seit 2001